# Geranium diffusum
La agujilla (Geranium diffusum Kunth.) es una especie de planta que pertenece a la familia de las geraniáceas.

## Descripción
Las hojas de G. diffusum están densamente cubiertas por pequeños pelos adpresos en ambas superficies. Las flores presentan cinco pétalos de simetría radial, característica común en el género Geranium. El fruto es un esquizocarpo que, al madurar, se divide en cinco mericarpos dehiscentes, cada uno de los cuales contiene una semilla.

## Distribución y Hábitat
Es una especie de distribución andina desde Venezuela hasta el norte de Perú. Crece entre los 2.500 y los 4.000 metros de altitud.

## Usos
Tiene usos etnofarmacológicos y ambientales. Su extracto metanólico contiene flavonoides como la rutina y la isoquercetina y presenta potencial actividad citotóxica frente a ciertas líneas celulares.